# Dagmara Gerasimuk
Dagmara Gerasimuk (ur. 28 sierpnia 1979 w Chorzowie) – polska biathlonistka, a następnie menedżerka i działaczka sportowa. Medalistka  mistrzostw Polski w biathlonie oraz mistrzostw Polski w biathlonie letnim. Dwukrotna uczestniczka zimowej uniwersjady (2001 i 2003). Prezes Polskiego Związku Biathlonu w latach 2014–2020, członek Komisji Sportu PKOL, członek zarządu IBU, od marca 2020 dyrektor rozwoju IBU.

## Kariera sportowa
Jako zawodniczka uprawiała biathlon, reprezentując kluby Dynamit Chorzów i AZS-AWF Katowice. W barwach Dynamitu zdobywała medale Ogólnopolskiej Olimpiady Młodzieży w biathlonie, zarówno w kategorii juniorów młodszych, jak i juniorów. We wrześniu 1998 z drużyną chorzowskiego klubu, wspólnie z Agatą Suszką, Aldoną Sobczyk i Patrycją Szymurą, została mistrzynią Polski w biathlonie letnim w sztafecie kobiet, a w kwietniu 1999 w tej samej konkurencji (w składzie Dynamitu zamiast Suszki startowała Katarzyna Sawicka) zdobyła srebrny medal mistrzostw Polski w biathlonie. Startowała również w zawodach biegów narciarskich.
Jako biathlonistka na poziomie międzynarodowym w sezonie 2002/2003 startowała kilkukrotnie w zawodach Pucharu IBU (wówczas Pucharu Europy), najwyższą lokatę (12.) zajmując 20 grudnia 2002 w Obertilliach. W 2001 brała udział w mistrzostwach świata w biathlonie letnim, z polskim zespołem plasując się na 5. miejscu w rywalizacji sztafet seniorskich. Dwukrotnie uczestniczyła w zimowej uniwersjadzie – w 2001 była 31. w biegu indywidualnym i 7. w sztafecie, a w 2003 35. w biegu indywidualnym, 36. w sprincie, 30. w biegu pościgowym i 26. w starcie masowym.

## Działalność
Absolwentka AWF Katowice. W 2008 uzyskała stopień doktora nauk o sporcie, na podstawie pracy Uwarunkowania poziomu sportowego 13-15-letnich biathlonistów w świetle analizy ścieżkowej napisanej pod kierunkiem Igora Ryguły. Była asystentem w Zakładzie Teorii Sportu, Żywienia i Suplementacji Akademii Wychowania Fizycznego im. Jerzego Kukuczki w Katowicach. 
Była współzałożycielką klubu UKS Lider Katowice. Trenerka I klasy w biathlonie, sędzia międzynarodowy, delegat techniczny Polskiego Związku Biathlonu (PZBiath). Była komentatorką zawodów biathlonowych na Zimowych Igrzyskach Olimpijskich 2006.
W latach 2006–2014 była sekretarzem generalnym PZBiath. W czerwcu 2014, przy braku kontrkandydata, została wybrana prezesem Polskiego Związku Biathlonu. W tym samym roku została członkiem komitetu do spraw rozwoju dyscypliny w Międzynarodowej Unii Biathlonu (IBU). W czerwcu 2018, ponownie przy braku kontrkandydata, została wybrana prezesem PZBiath na drugą czteroletnią kadencję. W tym samym roku została także wybrana do zarządu IBU na lata 2018–2022. W listopadzie 2019 otrzymała ofertę objęcia funkcji ministra sportu w drugim rządzie Mateusza Morawieckiego, jednak odrzuciła tę propozycję. W marcu 2020 wygrała konkurs na stanowisko dyrektora rozwoju IBU, po czym zrezygnowała z funkcji prezesa PZBiath, a jej następcą wybrany został Zbigniew Waśkiewicz.
Otrzymała wyróżnienie w konkursie Trenerka roku 2019 organizowanym przez Komisję Sportu Kobiet działającą przy Polskim Komitecie Olimpijskim.

## Osiągnięcia

### Uniwersjada
| Rok  | Miejscowość | Konkurencje | Konkurencje | Konkurencje | Konkurencje | Konkurencje | Konkurencje | Konkurencje |
| Rok  | Miejscowość | IN          | SP          | PU          | MS          | RL          | MR          | SR          |
| ---- | ----------- | ----------- | ----------- | ----------- | ----------- | ----------- | ----------- | ----------- |
| 2001 | Zakopane    | 31.         | b.d..       | b.d..       | nd.         | 7.          | nd.         | –           |
| 2003 | Tarvisio    | 35.         | 36.         | 30.         | –           | –           | nd.         | –           |